# Allied Forces Headquarters
Allied Forces Headquarters, AFHQ, var högkvarteret som kontrollerade alla de allierades operativa styrkor i Medelhavsområdet under andra världskriget från sent 1942 till slutet av kriget.